# Stari grad Perušić
Stari grad Perušić je utvrda u Perušiću.
Naziva se raznim nazivima: Perušićki stari grad, Gradina, Kula i Turska kula (premda je nastala prije turske vlasti u Perušiću). Stari grad je bio sazidan u kamenu i na tri kata, opasana debelim suhozidom u obliku nepravilnog četverokuta na čijim su se kutovima nalazile tri polukružne kule-stražarnice. Sagradila ga je obitelj Perušić, braća Dominik i Gašpar Perušić, iz plemićke obitelji koja potječe iz Zagore.
Na Kuli su danas vidljiva mjesta gdje su stajali topovi, stražarnice i izvidnice. I premda je ostao samo jedan kat, Kula predstavlja jednu od najočuvanijih obrambenih utvrda u Lici.